# Нападник (спорт)

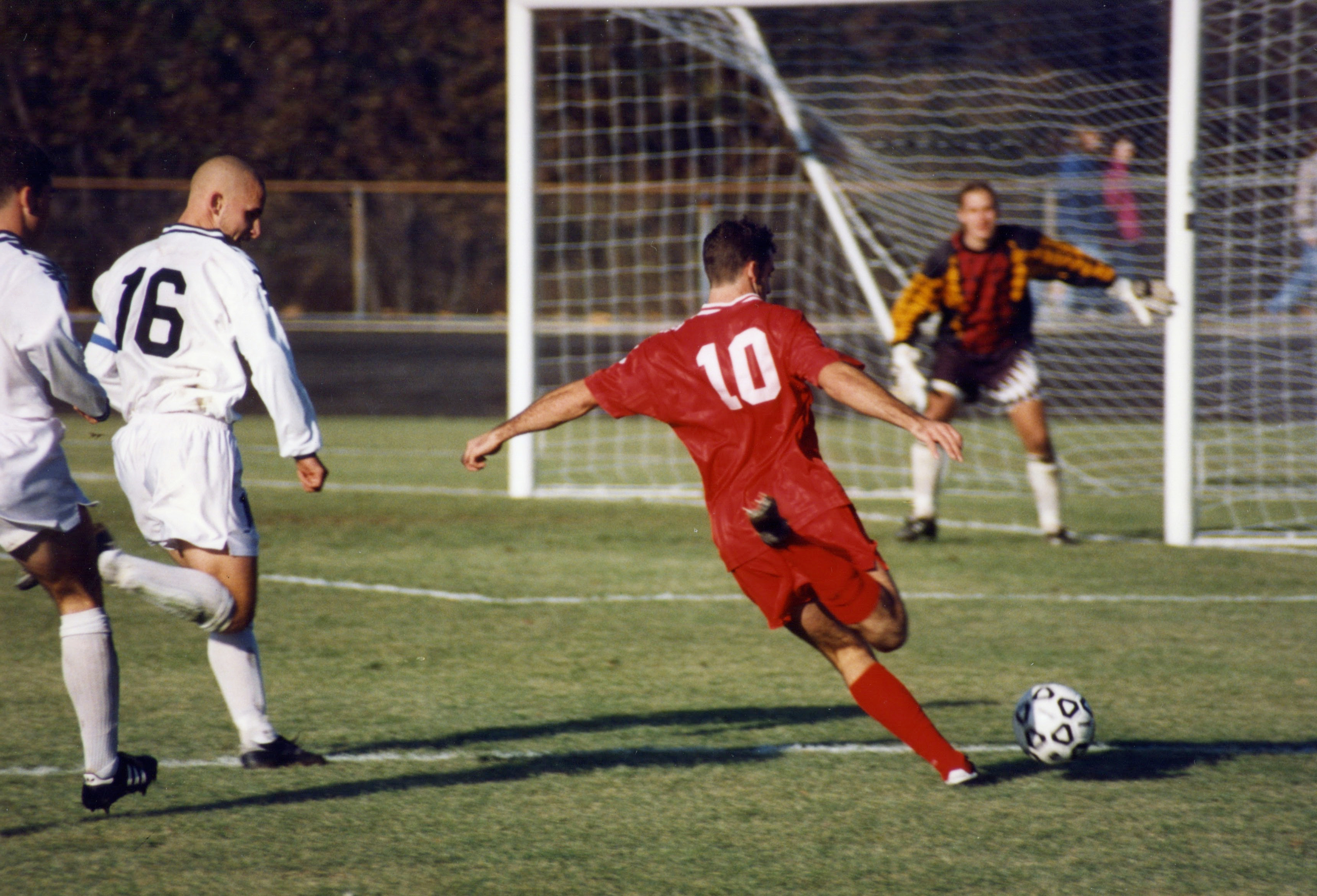
Нападник (у червоній майці) готується до удару по воротах під час футбольного матчу

Нападник — спортсмен у командних видах спорту, який грає у зоні нападу з метою набрати очки для своєї команди. Спортивно та концептуально роль нападника протилежна ролі захисника.

## У різних видах спорту

### Футбол
У футболі нападники мають завдання забивати голи для перемоги своєї команди. Те саме завдання перед нападниками і у футзалі.

### Хокей
Нападники у хокеї поділяються на центральних та крайніх Вони також мають завдання забивати голи.

### Водне поло
Нападника у водному поло називають «центробоа» і він є ключовим гравцем у складі.

### Інші види спорту
Нападники також присутні в інших видах спорту, у тому числі в баскетболі (центровий або опорний) і волейбол (діагональний та догравальник).

## Назви
Результативних нападників часто називають запозиченими словами бомбардир і голеадор.

## Примітка
1. 1 2 3 4 5 6  Enciclopedia dello sport. Garzanti Libri. с. 1670. ISBN 9788811505228.
2. 1 2  Nella pallanuoto esiste il centravanti?. 24 aprile 2004.